# Алена Гаврлікова
Алена Гаврлікова (чеськ. Alena Havrlíková; нар. 13 червня 1977) — колишня чеська тенісистка.
Найвищу одиночну позицію світового рейтингу — 298 місце досягла 17 травня 1993, парну — 243 місце — 2 жовтня 1995 року.
Здобула 2 одиночні та 1 парний титул туру ITF.

## Фінали ITF

### Одиночний розряд: 3 (2–1)
| Результат | Ранг | Дата           | Турнір                     | Покриття | Суперниця        | Рахунок       |
| --------- | ---- | -------------- | -------------------------- | -------- | ---------------- | ------------- |
| Перемога  | 1.   | 12 липня 1992  | ITF Велп, Нідерланди       | Ґрунт    | Shareen Bottrell | 6–2, 6–2      |
| Перемога  | 2.   | 1 вересня 1992 | ITF Бад-Наугайм, Німеччина | Ґрунт    | Рената Кохта     | 3–6, 6–2, 6–4 |
| Поразка   | 1.   | 3 вересня 1995 | ITF Бад-Наугайм, Німеччина | Ґрунт    | Павліна Нола     | 6–3, 3–6, 4–6 |

### Парний розряд: 4 (1–3)
| Результат | Ранг | Дата            | Турнір                       | Покриття  | Партнерка        | Суперниці                            | Рахунок       |
| --------- | ---- | --------------- | ---------------------------- | --------- | ---------------- | ------------------------------------ | ------------- |
| Поразка   | 1.   | 27 жовтня 1991  | ITF Фленсбург, Німеччина     | Килим (i) | Івана Гаврлікова | Лоранс Куртуа Нансі Фебер            | 2–6, 3–6      |
| Поразка   | 2.   | 2 травня 1993   | ITF Акапулько, Мексика       | Ґрунт     | Петра Гашпар     | Рене Менц Клер Сешшинс Бейлі         | 1–6, 3–6      |
| Перемога  | 1.   | 27 серпня 1995  | ITF Валашке Мезиржичі, Чехія | Ґрунт     | Яна Лубасова     | Ольга Виметалкова Яна Мацурова       | 7–6(2), 6–3   |
| Поразка   | 3.   | 24 вересня 1995 | ITF Клуж, Румунія            | Ґрунт     | Ольга Благотова  | Габріела Хмелінова Сабіне Радевіцова | 3–6, 6–3, 2–6 |